# Erich Erichsen (handelsmand)
 Der er flere personer med dette navn, se Erich Erichsen.
Erich Erichsen (31. marts 1752 i Odense – 7. januar 1837 i København) var en dansk handelsmand og skibsreder.
Erich Erichsen var født 1752 i Odense, kom tidligt til København og tog vistnok tjeneste hos et af de daværende kgl. handelskompagnier. 1782 blev han agent, 1786 tog han borgerskab som grosserer og indtrådte kort efter som deltager i handelshuset C.F. Blachs Enke & Co. Hans selvstændige merkantile virksomhed var imidlertid allerede begyndt i slutningen af 1770'erne. Da han både syntes at have haft megen købmandsdygtighed og besad midler nok til at udnytte datidens usædvanlig gunstige konjunkturer for dansk mellemhandel og fragtfart på oversøiske pladser – i 1798 var Erichsen reder for 6 Ostindiefarere og 1 Vestindiefarer -, blev han efterhånden en meget formuende og anset mand, der benyttedes til en række vigtige offentlige hverv. 1783-92 sad han i direktionen for Asiatisk Kompagni, 1786-92 var han en af bankkommissærerne i Den kgl. oktroierede Bank i København, 1791-96 var han direktør i den dansk-norske Speciesbank, og fra 1791 af var han også blandt Grosserersocietetets ældste. Endelig blev han 1788 en af stadens 32 mænd.
Efter begivenhederne i 1807 synes hans forretninger at være gået stærkt tilbage i lighed med de fleste store huses den gang. I sin gode periode lod han opføre flere pragtbygninger i staden og dens omegn, bekendtest af dem alle er Erichsens Palæ på Kongens Nytorv, først Handelsbankens og nu Danske Banks ejendom, der ved bygmesterens, C.F. Harsdorffs, død 1799 endnu ikke var færdigt. Fra regeringens side blev han hædret på forskellig vis, bl.a. ved udnævnelse først til etatsråd (1812), til Ridder af Dannebrog (1829) og slutteligt til konferensråd (1831). Nogle år efter, 7. januar 1837, døde han i sit 85. år.
Han er begravet på Assistens Kirkegård.
En silhouet af C. Limprecht menes at forestille Erichsen. Stik af Gilles-Louis Chrétien. Portrætmaleri af Friedrich Carl Gröger, litograferet af kunstneren selv 1821.
Erichsensvej i Gentofte er formentlig opkaldt (1903) efter Erich Erichsen (alternativt broderen Peter Erichsen).